# Френкель, Юрий (меховщик)
Юрий Френкель (нем. Jury Fränkel; 8 апреля 1899, Москва — 8 февраля 1971, Ланьи-сюр-Марн, департамент Сена и Марна) — торговец пушниной и космополит, был выдающейся личностью меховой индустрии. Его книга «Пособие для меховщиков» (нем. Rauchwarenhandbuch) о пушных зверях и видах их меха является до сегодняшнего дня одним из самых важных учебников для всех, кто занимается добычей пушнины.
В автобиографии «В одном направлении» (нем. Einbahnstraße) он осветил свою богатую событиями жизнь с двумя мировыми войнами, сначала, как немецкий еврей и торговец мехом на своей первой родине, России, потом в мировом центре меховой торговли на лейпцигском «Брюле» и, наконец, в Швеции, а также свои постоянные поездки в места закупок меховых шкурок. Последние годы своей жизни он провел со своей семьей в Париже.